# Francisco Costa (Handballspieler)
Francisco Mota da Costa (* 16. Februar 2005 in Vila Nova de Gaia) ist ein portugiesischer Handball- und Beachhandballspieler. Der 1,89 m große rechte Rückraumspieler spielt seit 2021 für den portugiesischen Erstligisten Sporting Lissabon und steht zudem im Aufgebot der portugiesischen Nationalmannschaft.

## Karriere

### Verein
Kiko Costa begann am Colégio dos Carvalhos, einer Privatschule wenige Kilometer südlich von Porto, mit dem Handballspielen. 2019 wechselte er in die Jugend des FC Gaia in seiner Geburtsstadt Vila Nova de Gaia.
Nach einem Jahr schloss der Linkshänder sich dem FC Porto an, für dessen Männer-Mannschaft er in der ersten und zweiten portugiesischen Liga auflief. In der Andebol 1 erzielte er 19 Tore in drei Einsätzen, in der Andebol B 67 Tore in acht Spielen. Noch während der Saison nahm ihn der Verein Associação Artística de Avanca unter Vertrag, für den er ebenfalls in beiden Ligen zum Einsatz kam. In der Andebol 1 traf er in 14 Partien 67 Mal, in der Andebol B warf er ein Tor in zwei Spielen.
Seit der Saison 2021/22 spielt er gemeinsam mit seinem zwei Jahre älteren Bruder Martim bei Sporting Lissabon unter der Leitung ihres Vaters Ricardo Costa. In der EHF European League 2021/22 erreichte Sporting das Achtelfinale, in dem man in der Addition mit 64:65 am SC Magdeburg scheiterte. Kiko erzielte allein 18 Tore in den beiden Duellen. Insgesamt war er mit 61 Treffern bester Werfer seines Teams in diesem Wettbewerb, Martim mit 50 zweitbester. In der Andebol 1 warf Costa am 26. Spieltag bei der 28:29-Heimniederlage gegen den Tabellenführer FC Porto 19/7 Tore. Mit 160 Toren in 29 Spielen landete er auf dem fünften Platz der Torschützenliste der Saison 2021/22. In der Saison 2022/23 traf er 127-mal in 25 Spielen. 2022 und 2023 gewann er mit Sporting den Pokal, dabei warf er 13 bzw. 10 Tore in den Endspielen. Nach der Saison 2022/23 wurde er zum besten Spieler der Liga gewählt. Im Dezember 2023 gewann er mit dem Team den portugiesischen Supercup. In der Saison 2023/24 gewann er mit Sporting die portugiesische Meisterschaft. Mit 146 Toren wurde er bester Torschütze der Hauptrunde, zudem warf er weitere 26 Tore in der Finalrunde. Im Juni 2024 holte er mit dem portugiesischen Pokal das „Triple“. In der Spielzeit 2024/25 verteidigte er alle drei Titel.

### Nationalmannschaft
Bei der U-19-Handball-Europameisterschaft der Männer 2021 warf Costa 46 Tore und wurde in das All-Star-Team des Turniers berufen. Bei der U-20-Europameisterschaft 2022 in Portugal gewann Costa – als 17-jähriger – mit der Auswahl die Silbermedaille, wurde mit 58 Treffern Torschützenkönig und mit seinem Bruder ins All-Star-Team gewählt.
In der portugiesischen A-Nationalmannschaft debütierte Francisco Costa am 14. April 2022 in den Play-offs zur Handball-Weltmeisterschaft der Männer 2023 gegen die Niederlande. Bei der 30:33-Heimniederlage warf er seine ersten beiden Tore im Trikot der Nationalmannschaft, zum 35:28-Auswärtssieg trug er vier Treffer bei. Bei der Handball-Weltmeisterschaft der Männer 2023 warf er 17 Tore in sechs Partien und belegte den 13. Platz. Bei der Handball-Europameisterschaft der Männer 2024 warf er 30 Tore in sieben Partien und belegte den 7. Platz. Bei der Weltmeisterschaft 2025 warf er 54 Tore in neun Spielen und erreichte mit dem vierten Platz die beste Platzierung der portugiesischen Mannschaft bei einer WM. Außerdem wurde er als bester junger Spieler des Turniers ausgezeichnet.

### Beachhandball
Bei der Beachhandball-Junioreneuropameisterschaft 2019 erreichte Costa mit Portugal den fünften Rang und belegte mit 87 Punkten den neunten Platz der Scorerliste.